# جولیا کمبل
جولیا کمبل (انگلیسی: Julia Campbell؛ ‏تلفظ: ‎/ˈkæmbəl/‎؛ ‏ زادهٔ ۱۲ مارس ۱۹۶۲) هنرپیشه اهل ایالات متحده آمریکا است.
از فیلم‌ها یا برنامه‌های تلویزیونی که وی در آن نقش داشته است می‌توان به تجدید دیدار دبیرستانی رومی و میشل و  لژیون آتش اشاره کرد.